# Zbigniew Lazarowicz
Zbigniew Lazarowicz (ur. 27 września 1925 w Jaśle, zm. 29 września 2017 we Wrocławiu) – polski działacz podziemia niepodległościowego w czasie II wojny światowej oraz powojennego podziemia antykomunistycznego, Honorowy Obywatel Dębicy.

## Życiorys
Był synem Adama Lazarowicza, późniejszego komendanta Obwodu AK Dębica i wiceprezesa IV Zarządu Głównego Zrzeszenia Wolność i Niezawisłość. W czasie okupacji niemieckiej był uczniem podziemnego liceum Tajnej Organizacji Nauczycielskiej. W dniu 1 stycznia 1942 przystąpił do Związku Walki Zbrojnej, a od jesieni 1942 był elewem konspiracyjnej Szkoły Podchorążych. Maturę uzyskał w 1943, zdając przed Państwową Tajną Komisją Egzaminacyjną Kuźnica działającą w ramach Obwodu AK Dębica. Od 1944 jako podporucznik był dowódcą plutonu AK Gumniska. Brał udział w Akcji „Burza” w tym między innymi w bitwie pod Kałużówką. W latach 1945–1947 był więziony i przesłuchiwany przez aparat bezpieczeństwa. W 1948 osiadł we Wrocławiu. Był pracownikiem przedsiębiorstw budowlanych. Od 1980 działał w opozycji demokratycznej w PRL, m.in. współpracując z redakcją „Biuletynu Dolnośląskiego” i działając w „Solidarności”. W okresie stanu wojennego był łącznikiem Regionalnego Komitetu Strajkowego we Wrocławiu oraz „Solidarności Walczącej” i kolporterem prasy podziemnej. Od lutego do lipca 1982 za swoją działalność był internowany w Ośrodku Odosobnienia w Nysie. Po zwolnieniu z internowania ponownie zaangażował się w działalność opozycyjną. Od 1989 udzielał się jako działacz kombatancki, był między innymi członkiem założycielem Zarządu Głównego Związku Żołnierzy Armii Krajowej w Krakowie oraz założycielem i członkiem Zarządu Głównego Światowego Związku Żołnierzy AK, a także członkiem założycielem Stowarzyszenia Kombatanckiego WiN. Był autorem licznych publikacji na temat najnowszej historii Polski oraz biogramów kombatantów AK i WiN oraz książki „Klamra” – mój ojciec (2009). W 2005 awansowany do stopnia majora. Pośmiertnie awansowany do stopnia pułkownika (2017).

## Wybrane odznaczenia
- Krzyż Oficerski Orderu Odrodzenia Polski (2012)[3]
- Krzyż Walecznych[1],
- Medal Wojska (czterokrotnie)[1],
- Krzyż Partyzancki[1]